# Josine Blok
Josine Henriëtte Blok (Oegstgeest, 9 juni 1953) is Nederlands hoogleraar oude geschiedenis en antieke cultuur. Sinds 2001 is zij verbonden aan de Universiteit Utrecht.
Na het gymnasium studeerde zij tussen 1971 en 1978 geschiedenis aan de Rijksuniversiteit Groningen. In 1991 promoveerde zij bij Henk Versnel aan de Rijksuniversiteit Leiden op het proefschrift  "Amazones antianeirai. Interpretaties van de Amazonenmythe in het mythologisch onderzoek van de 19e en 20e eeuw en in archaïsch Griekenland".
In 2003 ontving zij een Vici-beurs van de Nederlandse Organisatie voor Wetenschappelijk Onderzoek (NWO) voor onderzoek naar burgerschap in het klassieke Athene. In 2011 werd zij verkozen tot lid van de Koninklijke Nederlandse Akademie van Wetenschappen (KNAW).